# Władysław Byrka

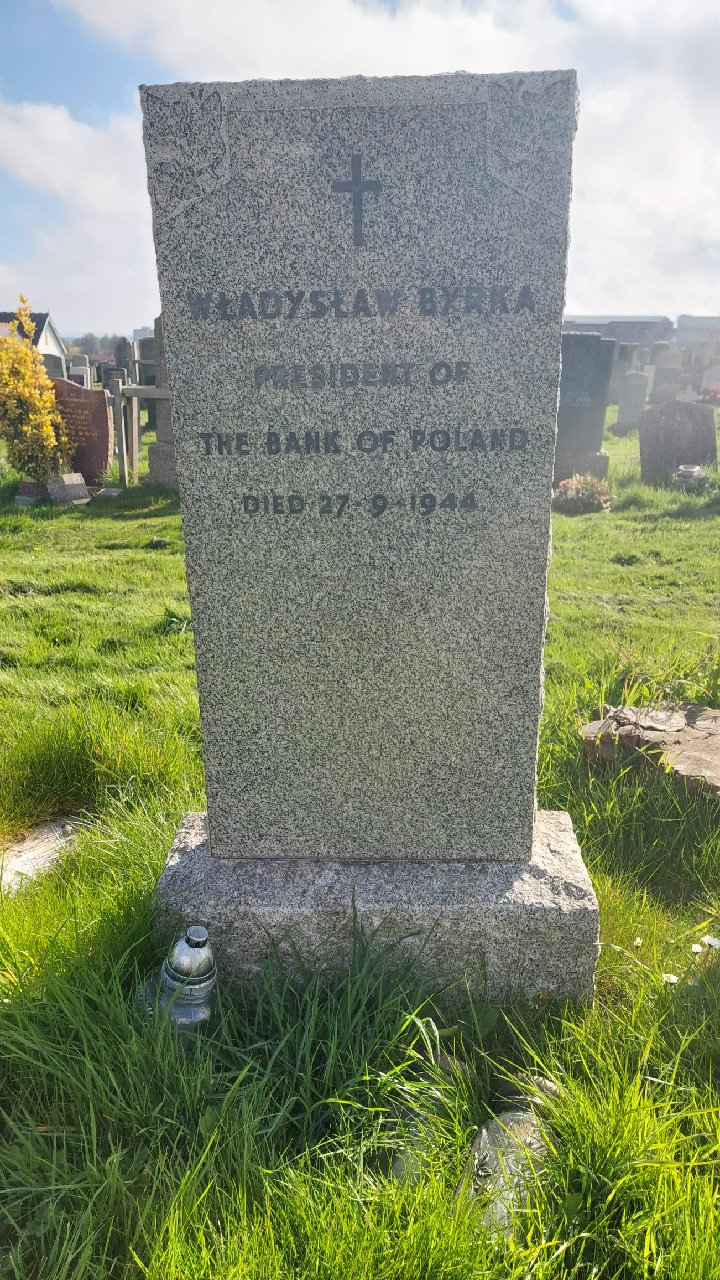
Grób Władysława Byrki

Władysław Byrka (ur. 4 czerwca 1878 w Samborze, zm. 27 września 1945 w Edynburgu) – polski prawnik, ekonomista, działacz polityczny II Rzeczypospolitej, bankowiec; prezes Banku Polskiego, działacz samorządu gospodarczego, poseł I, II, III i IV kadencji, wicemarszałek Sejmu.

## Życiorys
Syn Ignacego i Karoliny z domu Wojtasiewicz. Absolwent C. K. Gimnazjum Arcyksiężniczki Elżbiety w Samborze. Następnie rozpoczął studia na wydziale prawa Uniwersytetu Franciszkańskiego we Lwowie. Ukończył je ze stopniem doktora praw w 1900. W kolejnych latach podjął pracę urzędnika skarbowego w Samborze, skąd przeniósł się do Horodenki, a w 1903 pracował w Krajowej Dyrekcji Skarbu we Lwowie. W 1905 trafił do Ministerstwa Skarbu w Wiedniu, gdzie szybko awansował na kierownika jednego z wydziałów budżetowych. Następnie w październiku 1917 został kierownikiem sekcji III Królewsko-Polskiego Ministerstwa Skarbu w Warszawie. W ten sposób stał się jednym ze współorganizatorów aparatu skarbowego przyszłego państwa polskiego.

### II Rzeczpospolita
Po odzyskaniu przez Polskę niepodległości, Byrka był najwyższym rangą urzędnik Ministerstwa Skarbu, dlatego 17 listopada 1918 objął funkcję kierownika resortu w rządzie Jędrzeja Moraczewskiego. Sytuacja ministerstwa była niezwykle trudna, gdyż Skarb był praktycznie pusty, a ściągalność podatków bezpośrednich nikła. W tej sytuacji oraz w związku planowanymi wydatkami rządu, które miały dwu- lub trzykrotnie przekroczyć zakładane dochody budżetu, kierownik resortu zapowiadał podwyżki podatków spożywczych. Ponadto tuż po objęciu stanowiska szefa resortu głosił, że podstawą sfinansowania założonego deficytu budżetowego musi zostać emisja pieniędzy pozbawionych pokrycia. Przeszkodziły w tym trudności techniczne, gdyż rząd potrzebował kilku tygodni na przygotowanie druku banknotów.
Jako kierownik planował wprowadzić dwa nowe podatki bezpośrednie, które miały ograniczyć obciążenie szerokich warstw ludności, czyli jednorazową daninę od ziemi oraz podatek od zysków wojennych. Nie udało się ich wprowadzić w życie. Fiaskiem zakończyły się także starania o pożyczki od banków poznańskich w wysokości kilkuset milionów marek. W takich okolicznościach kierownik resortu w styczniu 1919 poinformował, iż pracownicy państwowi nie otrzymają poborów, co oznaczało ogłoszenie bankructwa rządu. 16 stycznia 1919 przestał pełnić funkcję kierownika ministerstwa skarbu.
31 stycznia 1919 w nowo powstałym rządzie Ignacego Paderewskiego, Byrka został powołany przez premiera na stanowisko wiceministra skarbu, którego szefem został Józef Englich. Po jego odejściu, utrzymał swoje stanowisko także za Stanisława Karpińskiego, Leona Bilińskiego oraz na krótko za kadencji Władysława Grabskiego, z którym był skonfliktowany. Byrka odszedł z rządu w 1920 i został naczelnym dyrektorem Polskiej Krajowej Kasy Pożyczkowej. Natomiast od lipcu 1920 został dyrektorem Zakładu Kredytowego Miast Małopolskich w Krakowie, pełniąc tę funkcję do 1924.
W wyborach w 1922 uzyskał mandat posła na Sejm I kadencji z listy państwowej PSL „Piast”. Stanął na czele komisji skarbowej. W grudniu 1923 został członkiem prezydium Klubu Parlamentarnego PSL „Piast”. Uznawany był jako zwolennik oszczędności w gospodarce państwa, konwersji długów zagranicznych, stabilizacji oraz uproszczenia systemu podatkowego połączonego z wprowadzeniem nowych podatków.
Krytykował działania Władysława Grabskiego, gdy ten pełnił urząd premiera i ministra skarbu. Pomiędzy nimi rozgorzał nowy konflikt. Na początku 1924 roku, gdy wskutek utworzenia Banku Gospodarstwa Krajowego, który wchłonął Zakład Kredytowy Miast Małopolskich, Byrka utracił stanowisko dyrektora. Począwszy od czerwca tegoż roku regularnie atakował premiera Grabskiego, zarzucając mu m.in. zaniedbywanie spraw gospodarczych, lekceważenie sejmu i obowiązujących ustaw oraz podważał zasadność utworzenie BGK. Kulminacją sporu stała się sprawa wydzierżawienia przez rząd koncernowi Kreugera Państwowego Monopolu Zapałczanego.

### Po zamachu majowym
Po przewrocie majowym w 1926, Byrka aktywnie występował przeciw sanacji, w lutym 1927 zgłosił wniosek o wotum nieufności wobec gabinetu Józefa Piłsudskiego. Jednakże w 1928 wystąpił z PSL „Piast” i wstąpił do sanacyjnego Bezpartyjnego Bloku Współpracy z Rządem. Dzięki wsparciu obozu rządzącego, został w 1929 dyrektorem Izby Przemysłowo-Handlowej we Lwowie. W kolejnych kadencjach był wybierany do sejmu z list BBWR, a w 1935 został wicemarszałkiem sejmu IV kadencji. Na początku października 1936 zrzekł się mandatu poselskiego oraz kierowania Izbą Przemysłowo-Handlową we Lwowie, gdyż Eugeniusz Kwiatkowski, będący wtedy ministrem skarbu, mianował Byrkę prezesem Banku Polskiego. Występował przeciwko dewaluacji złotego i zwiększeniu jego emisji. W lutym 1936 znalazł się w gronie 32 osób, mianowanych przez premiera RP Mariana Zyndrama-Kościałkowskiego, powołanych do składu komisji do zbadania gospodarki przedsiębiorstw państwowych, której został przewodniczącym. Był także członkiem Rady Głównej Towarzystwa Rozwoju Ziem Wschodnich w 1939.

### II wojna światowa
Po agresji III Rzeszy na Polskę wrześniu 1939, Byrka przeprowadził skuteczną ewakuację Banku Polskiego, wraz z jego rezerwami złota z Polski do Francji. Już miesiąc później, w październiku 1939, instytucja wznowiła działalność. Po zaatakowaniu Francji przez Niemcy, Byrka w czerwcu 1940 przeniósł siedzibę banku do Londynu. Tam popadł z Henrykiem Strasburgerem, ministrem skarbu w rządzie Władysława Sikorskiego. Wskutek tego po upływie pięcioletniej kadencji Byrka odszedł z banku w kwietniu 1941. Jego następcą na stanowisku prezesa Banku Polskiego został Bohdan Winiarski.
Zmarł 27 września 1945 w Edynburgu w Szkocji, gdzie został pochowany na cmentarzu Mount Vernon RC Cemetery (D 115).

## Ordery i odznaczenia
- Krzyż Komandorski z Gwiazdą Orderu Odrodzenia Polski (10 listopada 1938)[7]